# Litobrochia elata
Litobrochia elata là một loài thực vật có mạch trong họ Pteridaceae. Loài này được (J. Agardh) Fée mô tả khoa học đầu tiên năm 1852.